# اره‌کوسه کوتوله
اره‌کوسه کوتوله (نام علمی:  Pristiophorus sp.D) نام یک گونه از سرده اره‌کوسه‌ای‌ها است.